# García Álvarez de Toledo y Osorio
García Álvarez de Toledo y Osorio (Villafranca del Bierzo, 29 agosto 1514 – Napoli, 31 maggio 1577) fu quarto marchese di Villafranca del Bierzo, primo duca di Ferrandina e primo principe di Montalbano nel Regno di Napoli, fu viceré di Sicilia e viceré di Catalogna.

## Biografia

### Infanzia
Fu il figlio secondogenito di Pedro Álvarez de Toledo e della marchesa María Osorio y Pimentel.

### Carriera in Marina
Sin da giovane, all'età di quattordici anni venne avviato alla carriera militare in Marina, ove militò sotto il comando dell'ammiraglio Andrea Doria sulle galeee napoletane; inoltre nel 1535 prese parte alla Presa di Tunisi del 1535 ove le navi spagnole e napoletane si scontrarono con il pirata Khayr al-Din Barbarossa.
Inoltre una volta sbarcati a Tunisi, il giovane García prese parte alla celebre Presa di Goletta ove grande fu la vittoria spagnola, e in seguito a questi combattimenti, il Re di Spagna lo nominò Generale delle galee napoletane all'età di ventuno anni.
Nel 1541 durante la Spedizione di Algeri contro lo stesso Khayr al-Din Barbarossa fece parte della squadra spagnola al comando delle cinque galee napoletane, successivamente venne nominato dal  Re di Spagna Carlo I d'Asburgo
Capitano Generale di un Corpo di spedizione da mandare nella Grecia turca per potermi cacciare i Turchi, e a ciò gli valse nel 1544 la carica di Capitano generale del mare dopo aver sconfitto il pirata Khayr al-Din Barbarossa.
Nel 1558 venne nominato Viceré di Catalogna succedendo al duca Pedro Afán de Ribera, carica che detenne sino al 1564 ove venne sostituito dal duca Diego Hurtado de Mendoza y de la Cerda.
Successivamente venne nominato Colonnello generale della fanteria imperiale spagnola; nel 1564 tentò invano di riconquistare la Fortezza di Peñón de Vélez de la Gomera ma senza successo, e lo stesso anno venne nominato Viceré di Sicilia succedendo al duca Juan de la Cerda, duca di Medinaceli. Detenne la carica sino al 1566, quando venne sostituito dal principe Francesco Ferdinando d'Avalos.
L'anno successivo per ordine del Re di Spagna  Filippo II d'Asburgo, venne incaricato del Comando di una piccola flotta il cui scopo fu la liberazione dell'isola di Malta; e così nel maggio dello stesso anno prese parte all'Assedio di Malta, senza però impegnarsi in combattimento contro le galee nemiche, su precisa richiesta del Re di Spagna Filippo II d'Asburgo (che era ancora memore della disfatta navale della Battaglia di Gerba), ma nonostante ciò per fortuna le navi ottomane riportarono la sconfitta, e purtroppo durante gli scontri morì uno dei suoi figli, Fradique Álvarez de Toledo.
Nel 1567 Garcia Álvarez de Toledo si ritirò dal servizio attivo militare, e in seguito intraprese la piccola carriera di Consigliere del Re di Spagna  Filippo II d'Asburgo, e il 24 dicembre 1569 venne da questi nominato primo Principe di Montalbano e Duca di Ferrandina.
Garcia Álvarez de Toledo si dimostro un validissimo esperto nell'arte della Marina militare, tant'è che nel 1571 in vista di una spedizione contro i turchi, gli venne chiesto consiglio dal Re stesso e dal suo stesso fratellastro, Giovanni d'Austria il quale sfruttò molto i consigli tattici militari ricevuti durante la famosa Battaglia di Lepanto, che vide la più grande vittoria navale della Lega Santa.

### Morte
Il principe Garcia Álvarez de Toledo morì a Napoli il 31 maggio 1577 all'età di sessantaquattro anni, e venne sepolto nella Chiesa di San Giacomo degli Spagnoli.

## Matrimonio e figli
Garcia Álvarez de Toledo sposò a Napoli, il 5 aprile del 1536, la duchessa Vittoria Colonna figlia del duca Ascanio I Colonna e della duchessa Giovanna d'Aragona (parente del Re di Spagna Carlo I d'Asburgo); la coppia ebbe i seguenti sei figli:
- Pedro Álvarez de Toledo, (6 settembre 1546 – 17 luglio 1627), succedette al padre nei feudi, e inoltre nel 1616 divenne Governatore del Ducato di Milano succedendo così al marchese Juan de Mendoza y Velasco, e ciò avvenne grazie al sostegno del celebre zio Fernando Álvarez de Toledo, inoltre Pedro divenne anche nel 1621 Generale della Cavalleria imperiale spagnola.
- Maria Álvarez de Toledo, sposò il cugino Fadrique Álvarez de Toledo y Enríquez de Guzmán.
- Juana Álvarez de Toledo, sposò Enrique Bernardino Pimentel y Enríquez, III marchese di Távara.
- Ana Álvarez de Toledo, sposò Gómez Dávila y Toledo, II marchese di Velada.
- Inés Álvarez de Toledo, sposò Juan Pacheco Osorio, II marchese di Cerralbo.
- Leonora Álvarez de Toledo, (1553 - 9 luglio 1576), sposò nel 1571 il principe Pietro de' Medici.

inoltre il principe Garcia Álvarez de Toledo ebbe due figli illegittimi:
- Fadrique Álvarez de Toledo, signore di Gaipuli.
- Delia Álvarez de Toledo, monaca carmelitana, del Convento di Santa Chiara.